# Poroszló
Poroszló est un village et une commune du comitat de Heves en Hongrie.